# Куликович Олександр Миколайович
Олександр Миколайович Куликович (нар. 13 жовтня 1948) — український радянський партійний діяч, секретар парткому виробничого об'єднання «Дніпропетровський комбайновий завод імені Ворошилова». Член Ревізійної Комісії КПУ в 1986—1990 р.

## Біографія
Член КПРС. Перебував на інженерній та партійній роботі.
У 1980-х роках — секретар партійного комітету КПУ виробничого об'єднання «Дніпропетровський комбайновий завод імені Ворошилова» Дніпропетровської області.
З 2004 року обирався головою правління Відкритого акціонерного товариства (ВАТ) Лізингова компанія «Украгромашінвест» (УАМІ) в місті Дніпропетровську.
Потім — на пенсії у місті Дніпрі Дніпропетровської області.

## Нагороди
- ордени
- медалі